# George Wunder
Pour les articles homonymes, voir Wunder.
George S. Wunder est un auteur de bande dessinée américain principalement connu pour avoir succédé à Milton Caniff en 1946 sur le comic strip Terry et les Pirates, série qu'il a animée jusqu'à sa retraite en 1973.
Si George Evans fut son principal assistant de 1962 à la fin du strip, de nombreux autres auteurs l'aidèrent sur Terry et les Pirates (Lee Elias, Russ Heath, Fred Kida, Don Sherwood, Frank Springer, Wally Wood, etc.).
Influencé par Caniff et Noel Sickles, Wunder a produit selon Patrick Gaumer une « bande dessinée réaliste efficace, à défaut d'être exceptionnelle ».

## Prix et récompenses
- 1971 : Té d'argent de la National Cartoonists Society

### Documentation
- (en) Richard Marschall, « Wunder, George », dans Maurice Horn (dir.), The World Encyclopedia of Comics, New York, Chelsea House, 1976, 785 p. (ISBN 0877540306), p. 707-708.
- Patrick Gaumer, « Wunder, George », dans Dictionnaire mondial de la BD, Paris, Larousse, 2010 (ISBN 9782035843319), p. 924.